# Central de Trabajadores de la Argentina
La Central de Trabajadores de la Argentina Autónoma y la Central de Trabajadores de la Argentina de los Trabajadores (CTA-A y CTA-T) son 2 centrales obreras, nacidas a partir de la separación de un grupo de sindicatos de la CGT en 1992, disconformes con la posición adoptada frente al gobierno de Carlos Menem.
En 2010 la Central se dividió en dos sectores, separación que se formalizó en 2014. En 2019 el sector denominado CTA de los Trabajadores anunció su voluntad de fusionarse con la CGT. La CTA Autónoma, por su parte, sostuvo su psotura independiente. En septiembre del 2024, ambas CTA hicieron pública su intención de reunificarse.

## Historia

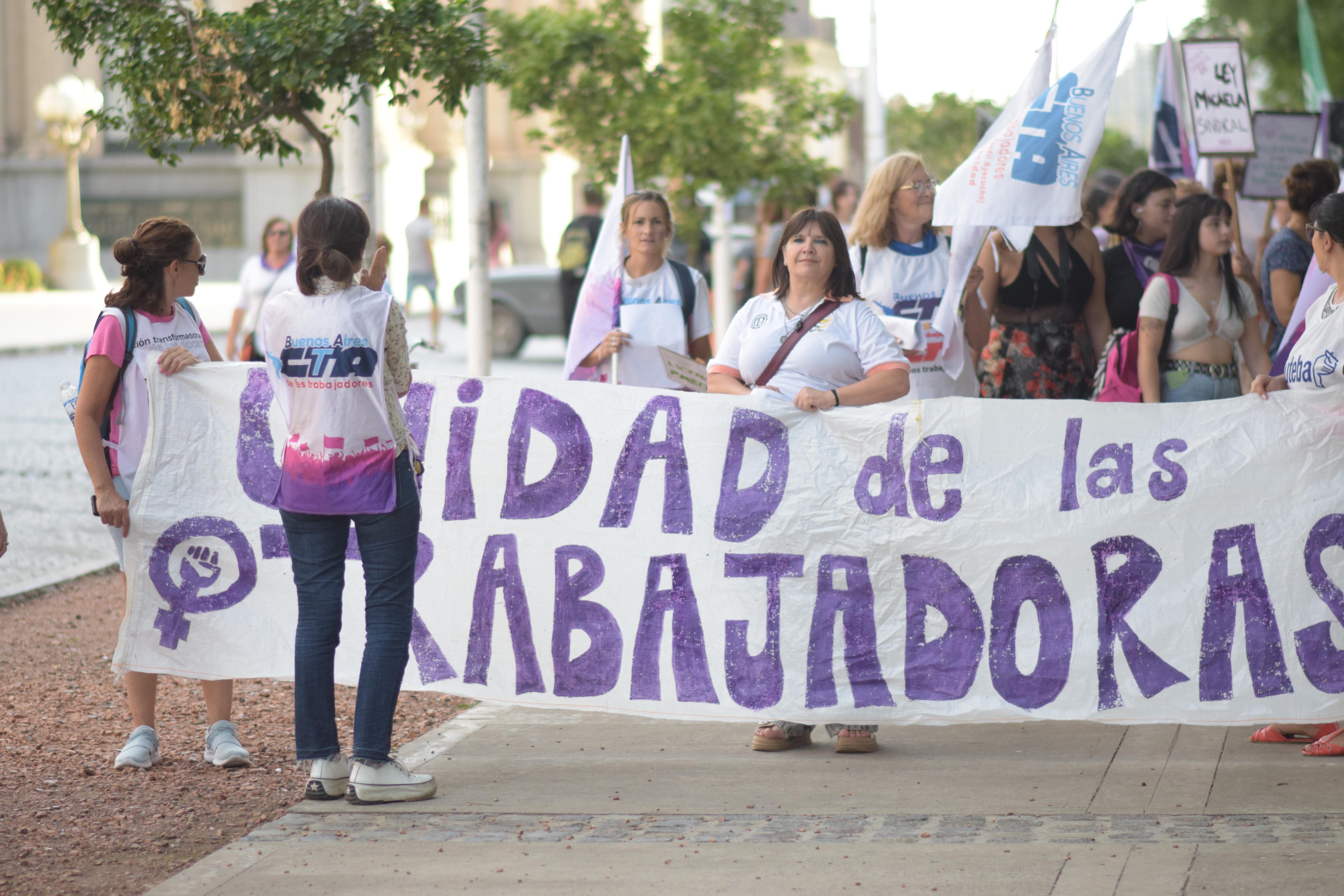
Militantes de la CTA en la marcha del #8M 2023 en Tandil.

La Central de Trabajadores de la Argentina comenzó a tener conversaciones y compartir posiciones frente al gobierno menemista en el "Encuentro de Burzaco", que tuvo lugar el 17 de diciembre de 1991.
El 14 de noviembre de 1992 se convocó al "Congreso de los Trabajadores Argentinos" (de donde tomaría la sigla CTA) en Parque Sarmiento (CABA). En un principio la CTA estuvo conformada principalmente por organizaciones sindicales que nuclean a trabajadores del sector público separados de la Confederación General del Trabajo (CGT), y luego fueron afiliándose diferentes sindicatos también del sector privado; la novedad más importante en ese momento fue que se definió la afiliación directa de los trabajadores, definidos estos como los que trabajan o trabajaron o buscan trabajo, también incorporando la votación directa en las elecciones de sus dirigentes. En el 7° Congreso nacional de delegados al modificarse el estatuto se cambió el nombre por Central de Trabajadores de la Argentina.
El secretario general de la CTA, desde su nacimiento hasta 2006, fue el estatal Víctor De Gennaro (Asociación Trabajadores del Estado, ATE), y luego fue Hugo Yasky (secretario general de la Central de Trabajadores de la Educación de la República Argentina, CTERA). En 2010, luego de un enfrentamiento de proyectos en elecciones internas entre dos listas, resultó ganadora la de Pablo Micheli (Asociación Trabajadores del Estado, ATE), pero esos comicios registraron irregularidades en diez provincias y se decidió repetir la parte impugnada de la votación. Las elecciones complementarias, realizadas tres meses más tarde, también fueron objetadas y la justicia las anuló. Así que el Ministerio de Trabajo prorrogó el mandato de Hugo Yasky como secretario general de la Central hasta tanto se resolviera definitivamente el proceso eleccionario.
En 2014 el Ministerio de Trabajo reconoció formalmente la división de la CTA en dos centrales: la CTA de los Trabajadores, liderada por Yasky, y la CTA Autónoma, conducida por Micheli. La principal base de apoyo de Yasky es el gremio docente (CTERA), mientras que la de Micheli son los empleados estatales (ATE). Ese mismo año la CTA Autónoma llamó a comicios independientes para elegir sus autoridades, en los que fue reelegido Pablo Micheli.
En diciembre de 2016, un sector de la CTA Autónoma se separó del resto debido a diferencias con la forma en que Micheli manejaba la central obrera, criticando que "durante 9 meses no se había convocado a un plenario". Los gremios de base que rompieron con la conducción de Micheli mudaron sus oficinas a la sede de Perón 3866, donde actualmente funciona la sede de CTA Autónoma.[cita requerida]
Micheli siguió hablando en nombre de la CTA Autónoma en los medios, pero los sindicatos de base no acataban su mandato. Así fue como a principios de 2017, Yasky y Micheli declararon que la CTA se reunificaría en 2018. Sin embargo, esta idea fue abandonada pocos meses después debido a la fractura dentro de la CTA Autónoma. Hugo "Cachorro" Godoy (ATE) le pidió a Micheli que diera un paso al costado de la conducción de la central  "porque ya no conduce la CTA y no funcionan los ámbitos de debate".
En 2018, la CTA Autónoma realiza dos elecciones para elegir autoridades, la fracción que responde a Micheli lleva a cabo elecciones el 28 de junio, mientras que la de Peidro lo hace el 8 de agosto. Con presentaciones judiciales cruzadas para invalidar las elecciones del otro sector, el conflicto se trasladó al ámbito judicial. En mayo de 2019, Micheli fue apartado de la conducción de la CTA Autónoma por la Secretaría de Trabajo, respetando un fallo de la Cámara Nacional de Apelaciones del Trabajo. De esta manera Ricardo Peidro (AAPM de la RA) quedó a cargo de la CTA Autónoma, secundado por "Cachorro" Godoy (ATE) y Claudia Baigorria (CoNaDU Histórica).
Por su parte la CTA de los Trabajadores conducida por Hugo Yasky, junto con el sector de Micheli, anunciaron en el año 2019 a través de un plenario que disolverían sus fracciones de la CTA en la CGT, sin que hasta la fecha se haya producido novedad alguna al respecto.

### Reunificación
Después de 15 años, en septiembre de 2024, "Cachorro" Godoy, secretario general de la CTA Autónoma, y Hugo Yasky, secretario general de la CTA de los Trabajadores, anunciaron intención de reunificar las centrales para ofrecer una mejor resistencia a las políticas del gobierno de Javier Milei.

## Características
Debido a la legislación laboral en Argentina, la CTA no cuenta con Personería Gremial, sólo con Inscripción Gremial, y por este motivo ha presentado diferentes pedidos de intervención ante la Organización Internacional del Trabajo (OIT) y otros organismos internacionales, que han intimado en diferentes oportunidades al gobierno argentino a que modifique la Ley 23.551 (de Asociaciones Sindicales) adecuándola a los tratados internacionales incluidos en la última reforma de la Constitución Nacional de este país (1994).
Entre las principales características en estructura que plantean los estatutos de la CTA, en diferencia con la CGT, es la posibilidad de afiliación directa de los trabajadores a la Central, sin la necesidad de que el sindicato del sector laboral al que pertenece ese trabajador se encuentre enrolado dentro de la CTA. Además, también permite la afiliación de los trabajadores más allá de su condición laboral en el momento de afiliarse, permitiendo la incorporación de trabajadores activos, pasivos (jubilados) y trabajadores desocupados. 
Otra diferencia que plantean los estatutos de la CTA es la elección directa y secreta de todos los cargos de conducción de la organización, desde el nivel nacional hasta los niveles locales (ciudad). Mientras que en la CGT la distribución de los cargos de conducción lo resuelven las cúpulas de los sindicatos que la integran.
Esta central tiene como principio fundamental su independencia de los partidos políticos, del Estado y de los patrones. Por ello puede nuclear cada vez más a dirigentes que han tenido una historia en diferentes partidos o sectores políticos (radicales, peronistas, comunistas, socialistas, etc.)

## Organización interna
Algunos de los sindicatos y federaciones que integran la CTA son los siguientes:
| Sindicato | Secretario general    | Sitio web                 | Corriente CTA               |
| --- | --------------------- | ------------------------- | --------------------------- |
| Asociación Agentes de Propaganda Médica de la República Argentina                                             | Salvador Agliano      | APM                       | CTA-A                       |
| Confederación de Trabajadores de la Educación                                                                 | Sonia Alesso          | www.ctera.org.ar          | CTA-T                       |
| Asociación Trabajadores del Estado                                                                            | Rodolfo Aguiar        | www.ate.org.ar            | Ambas                       |
| Sindicato Unificado de Trabajadores de la Educación de Buenos Aires (SUTEBA)                                  | Roberto Baradel       | http://www.suteba.org.ar/ | CTA-T                       |
| Federación de Trabajadores de la Energía                                                                      | José Rigane           | www.fetera.org.ar         |                             |
| Sindicato de Luz y Fuerza-Mar del Plata                                                                       | José Jorge Rigane     | lyfmdp.org.ar             |                             |
| Sindicato Único de Trabajadores del Neumático                                                                 | Alejandro Crespo      | www.sutna.org.ar          | En proceso de desafiliación |
| Unión Obrera Metalúrgica-Villa Constitución                                                                   | Gustavo Antonio Fisco | uomvc.blogspot.com.ar     | CTA-T                       |
| Federación de Trabajadores de la Industria                                                                    | Pedro Wasiejko        | fetia.org.ar              | CTA-T                       |
| Asociación Gremial de Trabajadores del Subterráneo y Premetro                                                 | Roberto Pianelli      | sindicatodelsubte.com.ar  | CTA-T                       |
| Sindicato de Empleados Inmobiliarios                                                                          | Marcelo Ghio          |                           |                             |
| Frente de Empleados de Comercio                                                                               |                       |                           |                             |
| Asociación del Personal de Dirección de Ferrocarriles Argentinos                                              | José Adrián Silva     | www.apdfa.org             |                             |
| Confederación Nacional de Docentes Universitarios                                                             | Carlos De Feo         | conadu.org.ar             |                             |
| Federación Nacional de Docentes Investigadores y Creadores Universitarios                                     | Luis Tiscornia        | conaduhistorica.org.ar    |                             |
| Federación Judicial Argentina                                                                                 | Hugo Blasco           | fja.org.ar                |                             |
| Federación Nacional de Salud y Seguridad Social                                                               |                       |                           |                             |
| Asociación de Mujeres Meretrices de Argentina                                                                 | Georgina Orellano     | www.ammar.org.ar          | CTA-T                       |
| Asociación Argentina de Actores                                                                               | Alejandra Darín       | actores.org.ar            | CTA-T                       |
| Sindicato de los Trabajadores de las Tecnologías de la Información y la Comunicación                          | Ricardo Avigliano     | www.cepetel.org.ar        | CTA-A                       |
| Unión de Trabajadores del Registro Automotor                                                                  | Miguel Romero Sánchez |                           |                             |
| Sindicato de la Industria Cinematográfica Argentina                                                           |                       | www.sicacine.org.ar       | CTA-T                       |
| Sindicato de Guardavidas Unidos de la República Argentina                                                     | Guillermo Ormaechea   |                           |                             |
| Sindicato de Trabajadores del Estado Municipal Corrientes / SI.T.E.M.CO                                       | Eduardo Héctor Quiroz |                           |                             |
| Udemus Cta Union de Músicos                                                                                   | Nancy González        |                           |                             |
| Algunos movimientos y agrupaciones que también son miembros adheridos a la CTA (y que no son sindicatos) son: |                       |                           |                             |
| Movimientos                                                                                                   | Líder                 | Sitio web                 |                             |
| Movimiento Territorial de Liberación                                                                          |                       | www.mtl.org.ar            |                             |
| Movimiento de Ocupantes e Inquilinos                                                                          |                       | moi.org.ar                |                             |
| OSPI |                       |                           |                             |

## Conducción
| Período       | Secretario        | Sindicato                                                         | Observaciones           |
| ------------- | ----------------- | ----------------------------------------------------------------- | ----------------------- |
| 1992-2006     | Víctor De Gennaro | Asociación de Trabajadores del Estado                             |                         |
| 2006-2010     | Hugo Yasky        | Confederación de Trabajadores de la Educación                     |                         |
| 2010-2018     | Hugo Yasky        | Confederación de Trabajadores de la Educación                     | CTA de los Trabajadores |
| 2010-2018     | Pablo Micheli     | Asociación de Trabajadores del Estado                             | CTA Autónoma            |
| 2018-2022     | Hugo Yasky        | Confederación de Trabajadores de la Educación                     | CTA de los Trabajadores |
| 2018-2022     | Ricardo Peidro    | Asociación Agentes de Propaganda Médica de la República Argentina | CTA Autónoma            |
| 2022-presente | Hugo Yasky        | Confederación de Trabajadores de la Educación                     | CTA de los Trabajadores |
| 2022-presente | Hugo Godoy        | Asociación Trabajadores del Estado (ATE)                          | CTA Autónoma            |